# 索韦尔泽内
索韦尔泽内（義大利語：Soverzene），是意大利威尼托大区贝卢诺省的一个市镇。总面积14.74平方公里，人口428人，人口密度29.0人/平方公里（2009年）。国家统计（ISTAT）代码为025057。